# Bābā Qolī Āzādbakht
Bābā Qolī Āzādbakht (persiska: باباقلی آزادبخت, Bābā Qolī) är en ort i Iran.   Den ligger i provinsen Lorestan, i den västra delen av landet, 400 km sydväst om huvudstaden Teheran. Bābā Qolī Āzādbakht ligger 1 186 meter över havet och antalet invånare är 422.
Terrängen runt Bābā Qolī Āzādbakht är platt åt sydost, men åt nordväst är den kuperad.Runt Bābā Qolī Āzādbakht är det ganska tätbefolkat, med 52 invånare per kvadratkilometer. Närmaste större samhälle är Kūhdasht, 1,8 km norr om Bābā Qolī Āzādbakht. Omgivningarna runt Bābā Qolī Āzādbakht är i huvudsak ett öppet busklandskap.